# وستپورت، ایندیانا
وستپورت (به انگلیسی: Westport) یک شهر در ایالات متحده آمریکا است که در شهرستان دکاتور، ایندیانا واقع شده‌است. وستپورت ۳٫۴۵ کیلومتر مربع مساحت و ۱٬۳۷۹ نفر جمعیت دارد و ۲۴۸ متر بالاتر از سطح دریا واقع شده‌است.